# Actinodaphne brassii
Actinodaphne brassii är en lagerväxtart som beskrevs av C. K. Allen. Actinodaphne brassii ingår i släktet Actinodaphne och familjen lagerväxter. Inga underarter finns listade i Catalogue of Life.